# یواس‌اس بوستون (۱۷۹۹)
یواس‌اس بوستون (۱۷۹۹) (به انگلیسی: USS Boston (1799)) یک کشتی بود که طول آن ۱۳۴ فوت (۴۱ متر) بود. این کشتی در سال ۱۷۹۹ ساخته شد.